# 富宁白前
富宁白前（学名：Cynanchum verticillatum var. arenicolum）为夹竹桃科鹅绒藤属轮叶白前的变种。分布在中国大陆的云南等地，生长于海拔500米至1,000米的地区，常生于沙地石山等处，目前尚未由人工引种栽培。